# Amtsgericht Buchsweiler
Das Amtsgericht Buchsweiler war ein deutsches Amtsgericht mit Sitz in Buchsweiler in den Jahren 1879 bis 1918.

## Geschichte
Buchsweiler war Sitz eines französischen Friedensgerichts. Nach der Abtretung Elsass-Lothringens im Frieden von Frankfurt an das Deutsche Reich 1871 wurde die Gerichtsstruktur mit dem Gesetz, betreffend Abänderung der Gerichtsverfassung vom 14. Juli 1871 und der Ausführungsbestimmung hierzu vom gleichen Tag neu geregelt. Dabei wurden die Friedensgerichte beibehalten.
Im Rahmen der Reichsjustizgesetze wurden 1879 die Friedensgerichte im Reichsland Elsass-Lothringen aufgehoben und Amtsgerichte gebildet. Das Amtsgericht Buchsweiler war dem Landgericht Zabern nachgeordnet.
Am Gericht bestand 1880 eine Richterstelle. Das Amtsgericht war ein kleines Amtsgericht im Landgerichtsbezirk.
Der Gerichtsbezirk umfasste 1895 den Kanton Buchsweiler mit 117 Quadratkilometern und 15.288 Einwohnern und 21 Gemeinden.
Mit der Verordnung über den Sitz und die Bezirke der Amtsgerichte vom 3. April 1909 gingen die Gemeinden Dossenheim und Neuweiler aus dem Sprengel des Amtsgerichts Lützelstein in den Sprengel des Amtsgerichts Buchsweiler über. Gleichzeitig ging die Gemeinde Wall aus dem Sprengel des Amtsgerichts Niederbronn in den Sprengel des Amtsgerichts Buchsweiler über.
Nach der Abtretung Elsass-Lothringens an Frankreich nach dem Ersten Weltkrieg wurde das Amtsgericht Buchsweiler als „Tribunal cantonal Bouxwiller“ weitergeführt. Im Zweiten Weltkrieg wurde 1940 von der deutschen Besatzungsmacht die vorgefundene Gerichtsstruktur unter Verwendung deutscher Ortsnamen und Behördenbezeichnungen, hier also wieder als Amtsgericht Buchsweiler, fortgeführt.